# Fabci (Chorwacja)
Fabci – wieś w Chorwacji, w żupanii istryjskiej, w gminie Višnjan. W 2011 roku liczyła 49 mieszkańców.